# عصر اژدها (مجموعه بازی)
«عصر اژدها» (انگلیسی: Dragon Age) یک بازی ویدئویی در سبک بازی ویدئویی نقش‌آفرینی است که توسط الکترونیک آرتس و در پلت‌فرم‌های ایکس‌باکس ۳۶۰، مایکروسافت ویندوز، پلی‌استیشن ۳، مک‌اواس، ادوبی فلش، Facebook Platform، آی‌اواس، اندروید، گوگل پلاس، پلی‌استیشن ۴، و اکس‌باکس وان منتشر شده‌است.